# Кінзя Арсланов
Кінзя́ Арсла́нов (рос. Кинзя́ Арсла́нов, Кинзя-абыз; башк. Кинйә Арыҫланов; 1723 — ? вересень 1774) — башкирський старшина Бушман-Кіпчакської волості Ногайської даруги Оренбурзької провінції, один з керівників Селянської війни 1773—1775 років, повстанець. Потомок князя Арслана Бін-Алі Кучумовича з родини Арсланових. Сподвижник Омеляна Пугачова.

## Повстання
У 1773 році, коли Омелян Пугачов оголосив себе імператором Петром III, який дивом врятувався, башкири не відразу приєдналися до повстання. Вони уважно спостерігали та вичікували. І тільки після того, як війська Пугачова взяли в облогу ненависний ним Оренбург, а в його штабі з'явився авторитетний у башкирського народу старшина Бушман-Кіпчацької волості Кинзя Арсланов, який і склав звернення до башкирів, вони почали масово переходити на бік Пугачова.
В одній тільки Уфімській провінції з більш ніж 125 старшин у повстанні взяли участь 77 башкирських та 37 старшин мішарів. Відмовилися підтримати Пугачова 12 старшин — 9 башкирських та 3 мішарів. Серед башкирських ватажків у Пугачовському війську були 1 генерал-фельдмаршал, 1 генерал, 1 бригадир, 2 головні полковники, 49 полковників і підполковників, 9 отаманів, 32 похідні старшини, 13 осаулів, 22 сотники. З 47 башкирських полковників та генералів у війську Пугачова 41 були представниками башкирських феодалів.